# Bertrans (Llobera)
Bertrans és una masia situada al municipi de Llobera, a la comarca catalana del Solsonès.